# 塙田
塙田（はなわだ）は栃木県宇都宮市の地名。現行行政町名として塙田一丁目・二丁目・三丁目・四丁目・五丁目が設置されている。栃木県庁など栃木県の主要施設を抱え、県の中心ともいえる地域である。
全区域が住居表示実施済み。郵便番号は320-0027（宇都宮中央郵便局管区）。

## 概要
宇都宮市内の中央南部に位置し、西から時計回りに昭和一丁目・二丁目・三丁目、東戸祭一丁目、大曽二丁目・一丁目、東塙田二丁目・一丁目、栄町、宮町、馬場通り一丁目、本町と接する。
1884年（明治17年）三島通庸により県庁舎が下都賀郡栃木町（現：栃木市）からこの塙田に移される（栃木県庁の移転）。これ以降、塙田は市街地化が進行し、明治期には複数の企業が製麺工場・菓子工場などを建設した。1903年（明治36年）には宇都宮警察署（現：宇都宮中央警察署・宇都宮東警察署）が塙田に建設され、県における塙田の重要性はさらに増した。1927年（昭和2年）には塙田町北部の八幡山に八幡山公園が開園。市民の憩いの場となった。
塙田は1889年（明治22年）の町村施行時より宇都宮の一部である塙田町がもとになっており、現在の塙田一-五丁目はこの塙田町の一部である。旧町名の塙田町は現在の塙田一-五丁目のほかに本町、昭和一-三丁目、東塙田一・二丁目、千波町、栄町、宮町、馬場通り四丁目、今泉二・三丁目のそれぞれ一部またはすべてを含む。

## 歴史

### 沿革
- 1886年（明治19年） - 河内郡塙田村が塙田町に改称。
- 1889年（明治22年）4月1日 - 町村制施行。河内郡塙田町は宇都宮町の一部となり、河内郡宇都宮町塙田町となる。
- 1896年（明治29年）4月1日 - 宇都宮町が市制施行。宇都宮市塙田町となる。
- 1974年（昭和49年）4月1日 - 住居表示実施により宇都宮市塙田町・小田町・杉原町・扇町・戸祭町・大曽町のそれぞれ一部をもって塙田一-五丁目が成立[2]。

### 町名の変遷
| 実施後     | 実施年月日               | 実施前（各町ともその一部）                       |
| ---------- | ------------------------ | ------------------------------------------------ |
| 塙田一丁目 | 1974年（昭和49年）4月1日 | 塙田町                                           |
| 塙田二丁目 | 1974年（昭和49年）4月1日 | 塙田町、杉原町（すぎはらちょう）                 |
| 塙田三丁目 | 1974年（昭和49年）4月1日 | 塙田町、小田町（おだまち）、扇町（おうぎちょう） |
| 塙田四丁目 | 1974年（昭和49年）4月1日 | 塙田町                                           |
| 塙田五丁目 | 1974年（昭和49年）4月1日 | 塙田町、戸祭町、大曽町                           |

## 世帯数と人口
2017年（平成29年）7月31日現在の世帯数と人口は以下の通りである。
| 丁目       | 世帯数  | 人口    |
| ---------- | ------- | ------- |
| 塙田一丁目 | 24世帯  | 30人    |
| 塙田二丁目 | 133世帯 | 266人   |
| 塙田三丁目 | 105世帯 | 178人   |
| 塙田四丁目 | 237世帯 | 512人   |
| 塙田五丁目 | 127世帯 | 261人   |
| 計         | 626世帯 | 1,247人 |

## 小・中学校の学区
市立小・中学校に通う場合の学区は以下の通りとなる。
| 町丁       | 町丁       | 小学校               | 中学校                 |
| ---------- | ---------- | -------------------- | ---------------------- |
| 塙田一丁目 | 一部       | 宇都宮市立東小学校   | 宇都宮市立陽北中学校   |
| 塙田一丁目 | 一部       | 宇都宮市立昭和小学校 | 宇都宮市立星が丘中学校 |
| 塙田二丁目 | 一部       | 宇都宮市立東小学校   | 宇都宮市立陽北中学校   |
| 塙田二丁目 | 一部       | 宇都宮市立昭和小学校 | 宇都宮市立星が丘中学校 |
| 塙田三丁目 | 塙田三丁目 | 宇都宮市立東小学校   | 宇都宮市立陽北中学校   |
| 塙田四丁目 |            | 宇都宮市立東小学校   | 宇都宮市立陽北中学校   |
| 塙田五丁目 | 塙田五丁目 | 宇都宮市立昭和小学校 | 宇都宮市立星が丘中学校 |

## 交通

### 道路
- 栃木県道64号宇都宮向田線（県庁前通り・県庁西通り）
- 栃木県道10号宇都宮那須烏山線・栃木県道63号藤原宇都宮線（東通り・宇商通り）
- 大曽通り
- 赤門通り
- 八幡山公園通り
- 百目鬼通り

### 路線バス
- 関東バス
  - 戸祭台循環線
    - 「県庁西門前」停留所を経由。

  - きぶな号
    - 「慈光寺前」「県庁東」「栃木県庁舎正門前」停留所を経由。

## 主な施設

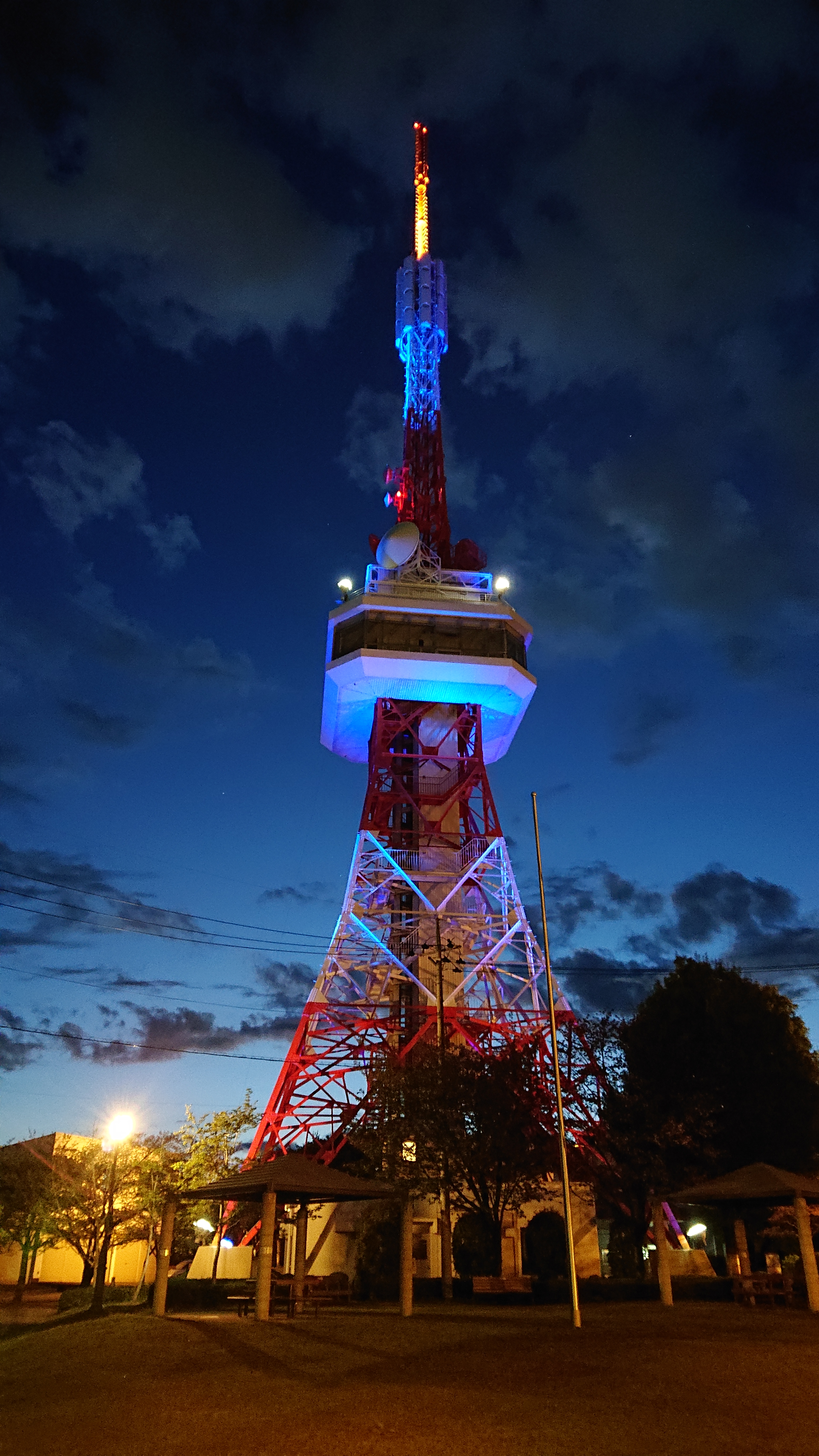
宇都宮タワー

塙田一丁目
- 栃木県庁
  - 栃木県議会議事堂
  - 昭和館
- 栃木県警察本部
- 栃木県立図書館
- 慈光寺（赤門）

塙田二丁目
- 横浜幸銀信用組合宇都宮支店[4]
- 浄鏡寺

塙田三丁目
- 医療法人社団高砂会飯田病院[5]

塙田四丁目
- 宇都宮塙田町郵便局[6]
- 成高寺

塙田五丁目
- 八幡山公園
  - 宇都宮タワー
- 塙田八幡宮
- 御蔵山古墳・雷神社[7]

### 廃止された施設
- 栃木師範学校 - 廃止後の校舎は観光の対象となっている。
- 安養寺 - 材木町へ移転